# خلف خلفوف
خلف خلفوف (انگلیسی: Khalaf Khalafov؛ زادهٔ ۲۱ سپتامبر ۱۹۵۹) دیپلمات آذربایجانی است، که معاونت وزارت امور خارجه جمهوری آذربایجان را به عهده دارد. وی همچنین نماینده ویژه رئیس‌جمهور آذربایجان در مسائل مرزی و دریای خزر می‌باشد.

## زندگی‌نامه
خلف خلفوف ۲۱ سپتامبر سال ۱۹۵۹ در جمهوری شوروی سوسیالیستی ارمنستان زاده شد. او دانش‌آموخته حقوق بین‌الملل از دانشگاه ملی تاراس شفچنکو کی‌یف بین سال‌های ۱۹۷۷ تا ۱۹۸۲ بود. از سال ۱۹۹۰ الی ۱۹۹۱ به ادامه تحصیل خود در آکادمی دیپلماتیک وزارت امور خارجه شوروی پرداخت. وی متأهل و دارای دو فرزند است. خلف خلفوف بر زبان‌های روسی و آلمانی تسلط کامل دارد.

## کارنامه
خلف خلفوف فعالیت‌های شغلی خود را به عنوان بازرس در وزارت امور خارجه آذربایجان شوروی سابق آغاز نمود و بین سال‌های ۱۹۸۳ تا ۱۹۹۰، مسئولیت یکی از قسمت‌های این وزارتخانه را به عهده داشت.
پس از استقلال جمهوری آذربایجان از شوروی، در سال ۱۹۹۱ در وزارت امور خارجه این کشور گماشته شد. از سال ۱۹۹۱ تا ۱۹۹۲ به عنوان منشی دوم اراده امور کنسولگری فعالیت داشت. سال ۱۹۹۲ به ریاست بخش قراردادها و مسائل حقوقی رسید که تا ۵ سال دیگر در این سمت ابقاء گردید. وی در سال ۱۹۹۷ به عنوان معاون وزیر امور خارجه آذربایجان منصوب شد که الی ۲۰۱۸ مسئولیت این پست را عهده‌دار بود. در میان سال‌های ۲۰۱۸ تا ۲۰۱۹ رئیس نهاد کابینه وزرای جمهوری آذربایجان شد. خلف خلفوف ۳ ماه مه سال ۲۰۱۹، به عنوان نماینده ویژه الهام علی‌اف، رئیس‌جمهور آذربایجان، مرتبط با مسائل مرزی و دریای خزر تعیین شد. از مه ۲۰۱۹ قائم‌مقامی وزارت امور خارجه نیز به عهده دارد.

## جوایز
- جمهوری آذربایجان: سفیر فوق‌العاده وتام‌الاختیار آذربایجان (سال ۲۰۰۲)[۵]
- جمهوری آذربایجان: حقوقدان افتخاری (۲۰۰۹)
- لهستان: نشان افتخار شایستگی (سال ۲۰۰۹ به فرمان رئیس‌جمهوری این کشور)[۶]
- جمهوری آذربایجان: درجه مشاور دولتی درجه یک (۲۰۱۸)
- جمهوری آذربایجان: نشان برای خدمت به وطن (۲۰۱۹)
- روسیه: نشان «مشارکت در همکاری‌های بین‌المللی» وزارت امور خارجه روسیه (۲۰۱۹)[۷]